# ERG4
ERG4 或Δ24-28甾醇还原酶（英語：Delta(24(28))-sterol reductase）或Δ24-241甾醇还原酶（英語：Delta(24(24(1)))-sterol reductase）是真菌釀酒酵母（Saccharomyces cerevisiae）的涉及麦角固醇生物合成的一种酶，催化最后一步反应：5,7,22,24(28)-麦角四烯醇转化为麦角固醇。